# Tour de Eurométropole 2017
La 77.ª edición de la clásica ciclista Tour de Eurométropole se celebró en Bélgica el 1 de octubre de 2017 sobre un recorrido de 188,6 km con inicio en la ciudad de La Louviere y final en la ciudad de Tournai.
La carrera formó parte del UCI Europe Tour 2017, dentro de la categoría 1.HC.
La carrera fue ganada por el corredor británico Daniel McLay del equipo Fortuneo-Oscaro, en segundo lugar Kenny Dehaes (Wanty-Groupe Gobert) y en tercer lugar Anthony Turgis (Cofidis).

## Equipos participantes
Tomaron parte en la carrera 22 equipos: 6 de categoría UCI ProTeam; 9 de categoría Profesional Continental; 7 de categoría Continental. Formando así un pelotón de 166 ciclistas de los que acabaron 130. Los equipos participantes fueron:
| WorldTeams (6)- Lotto NL-Jumbo - AG2R La Mondiale - BMC Racing Team - Lotto-Soudal - Quick-Step Floors - Katusha-Alpecin Equipos continentales profesionales (9)- Aqua Blue Sport - Cofidis, Solutions Crédits - Direct Énergie - Fortuneo-Oscaro - Roompot-Nederlandse Loterij - Sport Vlaanderen-Baloise - Verandas Willems-Crelan - Wanty-Groupe Gobert - WB-Veranclassic-Aqua Protect Equipos continentales (7)- AGO-Aqua Service - Armée de terre - Cibel-Cebon - Pauwels Sauzen-Vastgoedservice - Roubaix Lille Métropole - T.Palm-Pôle Continental Wallon - Tarteletto-Isorex |
| |

## Clasificación final
- Las clasificaciones finalizaron de la siguiente forma:[3]

| \| Clasificación general \| Clasificación general \| Clasificación general \| Clasificación general \| Clasificación general \| \| Ciclista \| Ciclista \| Equipo \| Tiempo \| \| \| --------------------- \| --------------------- \| ---------------------------- \| --------------------- \| --------------------- \| \| 1.º \| Daniel McLay \| Fortuneo-Oscaro \| 4 h 20 min 20 s \| \| \| 2.º \| Kenny Dehaes \| Wanty-Groupe Gobert \| + 0 s \| \| \| 3.º \| Anthony Turgis \| Cofidis, Solutions Crédits \| + 0 s \| \| \| 4.º \| Jasper De Buyst \| Lotto-Soudal \| + 0 s \| \| \| 5.º \| Jean-Pierre Drucker \| BMC Racing Team \| + 0 s \| \| \| 6.º \| Oliver Naesen \| AG2R La Mondiale \| + 0 s \| \| \| 7.º \| Maxime Vantomme \| WB-Veranclassic-Aqua Protect \| + 0 s \| \| \| 8.º \| Dries Van Gestel \| Sport Vlaanderen-Baloise \| + 0 s \| \| \| 9.º \| Baptiste Planckaert \| Katusha-Alpecin \| + 0 s \| \| \| 10.º \| Amund Grøndahl Jansen \| LottoNL-Jumbo \| + 0 s \| \| |                       |                              |                 |
| |                       |                              |                 |
| Fuente: ProCyclingStats |                       |                              |                 |
| Clasificación general |                       |                              |                 |
| Ciclista | Ciclista              | Equipo                       | Tiempo          |
| 1.º | Daniel McLay          | Fortuneo-Oscaro              | 4 h 20 min 20 s |
| 2.º | Kenny Dehaes          | Wanty-Groupe Gobert          | + 0 s           |
| 3.º | Anthony Turgis        | Cofidis, Solutions Crédits   | + 0 s           |
| 4.º | Jasper De Buyst       | Lotto-Soudal                 | + 0 s           |
| 5.º | Jean-Pierre Drucker   | BMC Racing Team              | + 0 s           |
| 6.º | Oliver Naesen         | AG2R La Mondiale             | + 0 s           |
| 7.º | Maxime Vantomme       | WB-Veranclassic-Aqua Protect | + 0 s           |
| 8.º | Dries Van Gestel      | Sport Vlaanderen-Baloise     | + 0 s           |
| 9.º | Baptiste Planckaert   | Katusha-Alpecin              | + 0 s           |
| 10.º | Amund Grøndahl Jansen | LottoNL-Jumbo                | + 0 s           |

## UCI World Ranking
El Tour de Eurométropole otorga puntos para el UCI Europe Tour 2017 y el UCI World Ranking, este último para corredores de los equipos en las categorías UCI ProTeam, Profesional Continental y Equipos Continentales. Las siguientes tablas son el baremo de puntuación y los corredores que obtuvieron puntos:
| Posición              | 1.ª | 2.ª | 3.ª | 4.ª | 5.ª | 6.ª | 7.ª | 8.ª | 9.ª | 10.ª |
| Clasificación general | 200 | 150 | 125 | 100 | 85  | 70  | 60  | 50  | 40  | 35   |

| 1.º  | Daniel McLay          | Fortuneo-Oscaro              | 200 |
| 2.º  | Kenny Dehaes          | Wanty-Groupe Gobert          | 150 |
| 3.º  | Anthony Turgis        | Cofidis                      | 125 |
| 4.º  | Jasper De Buyst       | Lotto Soudal                 | 100 |
| 5.º  | Jean-Pierre Drucker   | BMC Racing                   | 85  |
| 6.º  | Oliver Naesen         | AG2R La Mondiale             | 70  |
| 7.º  | Maxime Vantomme       | WB Veranclassic Aqua Protect | 60  |
| 8.º  | Dries Van Gestel      | Sport Vlaanderen-Baloise     | 50  |
| 9.º  | Baptiste Planckaert   | Katusha-Alpecin              | 40  |
| 10.º | Amund Grøndahl Jansen | LottoNL-Jumbo                | 35  |